# タカトシ&温水が行く小さな旅シリーズ
『タカトシ温水の路線バスで!』（タカトシぬくみずのろせんバスで!）は、2008年3月2日よりフジテレビで放送されている旅バラエティ番組。
かつては『タカトシ・温水が行く沿線の旅』として、主に祝日や日曜日の午後に年間3 - 4回程度不定期放送していた。不定期放送時代では、主に東京都内の鉄道沿線を食べ歩く3人の珍道中を放送。2012年9月から2015年3月までは、土曜日12:00 - 13:30（2013年3月まで12:30 - 13:30）『ぶらぶらサタデー』枠で『有吉くんの正直さんぽ』と交互に放送されていた。その後、2015年4月から2016年3月まで『ぶらぶらサタデー』の枠が当番組のみの冠となり（定時の放送枠として廃止）放送時間が変更され、土曜の午前もしくは日曜の夕方に月1 - 2回の放送となっていた。
2016年4月から1年ぶりに『ぶらぶらサタデー』が放送枠として土曜日12:00 - 13:30に復活。そのため『タカトシ温水の路線バスで!』はこの時間帯に戻った。

## 内容
- 不定期放送時代は『タカトシ・温水が行く』が通称で、タカアンドトシと温水洋一が、主に東京都内の鉄道沿線の商店街を食べ歩くオールロケの旅番組であった。毎回変わるゲストとともに、ラーメン屋、居酒屋、その土地の珍しいものを1日かけて食べ歩くが、支払いは必ず温水がやらされることが定番になっていた[1]。
  - 2013年4月6日から同年9月28日までは三田友梨佳（フジテレビアナウンサー）がレギュラー出演していた。この期間のみ、一時的に沿線食べ歩き企画が復活していた。
- 番組内では、1970〜1980年代のフォークソング・歌謡曲を中心としたBGMが流れる[2]。
- 2013年10月以降は路線バスの旅に変更され、現在も路線バスの旅として放送されている。
  - 『路線バスで!』においては、画面右上のテロップに、今回のゴールでの料理・食材の名前が表示される。
  - 番組冒頭から、または途中からゲストが加わる形になっている。途中から加わるゲストは、旅の途中で偶然タカアンドトシ・温水に出会った体で「いつものアレですか?」と聞いてから合流するのがお約束。また、番組冒頭からのゲストは、仕事や撮影の都合などの体で途中離脱するのもお約束（よって、冒頭から登場して最後まで旅を続け、ゴールの料理にありつけるゲストはいなかった）だったが、2015年8月以降は番組冒頭からのゲストが終盤まで出演するようになった。2017年3月11日「群馬驚きのフルーツトマト」・25日放送「そして神戸　異人館〜有馬温泉まで」では、旅の途中でゲストが交代した。
  - ゲストは必ずと言っていいほど1回以上は、途中のバス停で勝手に降車ボタンを押し、実際に降車して気になったものや場所を訪れるため、予定どおりに旅が進まないことが定番となっている。
  - 食事などで長居してしまい、バスに間に合わない恐れがありバス停まで走ることが多く、その際にはBGMに『Runner』（爆風スランプ）が流れる。
  - 2016年1月17日放送の「仙台～松島 日本三景で贅沢カキ三昧」ではバスの乗り継ぎが遅延により行えず、「特別措置」とナレーションで注釈を入れた上で、乗り逃した路線バスを追いかける形でロケバスを利用した。
- 2015年3月 - 2016年3月は『ぶらぶらサタデー』が土曜12:00 - 13:30枠での放送が終了することになったため、当番組は放送時間を変更すると同時に『ぶらぶらサタデー タカトシ&温水の路線バスで!』として月1 - 2回放送することになった（変更第1回目は、2015年4月25日のチャンネル∑枠で放送）。
  - 2015年6月のみ放送がなかったが、翌7月は月2回放送された。同年9月は19日と26日の土曜9:55 - 11:25枠（26日は11：40まで）で月2回放送すると同時に2週連続での放送になった。同年10月は18日の日曜16:00 - 17:25の『日曜スペシャル』枠での放送のため『ぶらサタ』の冠が外れ『タカトシ&温水の路線バスで!』として放送された。同年11月は7日と21日に土曜9:55 - 11:40枠のチャンネル∑枠で月2回放送された。2016年1月17日は、日曜16:00 - 17:25の『日曜スペシャル』枠での放送のため『タカトシ温水の路線バスで!』として放送された。
  - これより、番組内で使用しているBGMの曲名を左上に表示するようになった。（2015年4月25日放送「天城山・最高級・真妻わさび」のみの仕様）
- 2016年4月23日放送「勝浦・旬まつり」から、トシが目的地決め、タカが金庫番、温水がタイムキーパーの役割を担当するようになった。

### 新型コロナウイルスによる、当番組への影響
他の旅番組同様に、2020年4月からは新型コロナウイルスの影響を受けることとなったが、当番組では特に影響が顕著で、2020年3月以前同様の形式に戻ったのは3年半以上が経過した2023年12月16日放送であった。
- 2020年4月から2022年4月9日までの間は新規のロケを見合わせていたため、過去の放送回（毎回数回程度）をまとめた傑作選の放送が続いていた。『有吉くんの正直さんぽ』、同じくタカアンドトシが出演・路線バスなどの旅を行う『帰れマンデー見っけ隊!!』（テレビ朝日）については、一部期間を除いて2020年内にロケ再開しているが、『タカトシ温水の路線バスで!』は2021年以降も新規ロケを引き続き見合わせている状況が続いていた。
  - 過去に取り上げた飲食店などは、新型コロナウイルスの影響により長期営業休止している場合や、中には既に閉店している店舗が紹介されることもある。例として、2022年2月26日放送（常陸国総集編）では、2022年当時既に閉店していた水戸藩らーめんの店舗が紹介されていた。
- 2022年3月22日から新規ロケが再開され、2022年4月23日の放送からおよそ2年ぶりに新作が放送された。ただし、2022年9月は再び傑作選の放送で、2022年10月から12月までは月2回（12月のみ月3回）の放送のうち、1回（12月のみ月2回）が新作、1回が傑作選となっていた。その新作放送再開分からはしばらくの間、事前に行くお店にアポを取っており、バスも貸し切りにする形態がとられていた。
  - バスは貸し切りにしているが、実際の路線バスの路線通りのルートに準じている。そのため、目的地の目の前までバスが送迎する形ではなく、あくまで「路線バスのルートをなぞった形で運行」のため、実際の路線バスのバス停で乗車・下車している（ただし、バスターミナルなど、貸切扱いでは入れないため、実際の路線とは厳密には異なる場所に停車せざるを得ない場合もあり、その場合はテロップで注釈されていた）。
  - 実際の路線バスを使用していないことや、事前に行くお店にはアポをとっているため、「主にゲストが、途中のバス停で勝手に降車ボタンを押して下車する」「バスに間に合わない恐れがありバス停まで走る（『Runner』を流す）」といったお約束は事実上凍結されていた。
  - 事前に行くお店にはアポをとっているが、アポを取っていない店に行く時のみ、ゲストが撮影交渉を行う。
- 2023年12月16日放送でようやく2020年3月以前同様の形式に戻り、通常運行している路線バスへ乗車する形式に戻った。
  - この回では食事で長居してしまった箇所があり、その際にバス停まで走って、BGMに『Runner』を流すお約束も久々に行われた。

## 出演者

### レギュラー
- タカアンドトシ
- 温水洋一

### 過去の出演者
- 三田友梨佳（フジテレビアナウンサー、2013年4月6日 - 2013年9月28日）
- 山﨑夕貴（フジテレビアナウンサー）（2013年4月13日、三田代理）
- 西山喜久恵（フジテレビアナウンサー）（2013年8月3日、三田代理）
- 戸部洋子（フジテレビアナウンサー）（2013年9月21日、三田代理）

## スタッフ
- ナレーター：市川展丈、伊藤修子（2012年10月 - 2013年3月）
- 編成企画（フジテレビ）：濱潤（単発時代）、林英美（ぶらぶらサタデー）、　細貝康介（ぶらぶらサタデー）、　赤池洋文　、武田誠司　、橋本英司（7月16日放送〜）
- CAM：江沢崇、中祖信也、三好陽人（2015年4月25日）
- VE：安田聡、谷口健二（2015年4月25日）
- MA：山下淳、伊藤慎吾（2015年4月25日）
- AUD：松橋利行
- 音効：奥山徹
- 技術協力：Zeta、映像通信、スウィッシュ・ジャパン（2015年4月25日〜）、ザ・チューブ（2015年4月25日〜）
- 編集：小松騎士、岩成伸（2015年4月25日）
- AD：小松加津高、朽網理、小山啓太、岡田萌、中村翔、佐藤祥子
- ディレクター：植木善晴、諏訪陽介、坂本裕一、馬庭広明、森義久
- 演出プロデューサー：挾間忠行
- 制作プロデューサー：立石憲一郎、西村圭二
- 制作：フジテレビ
- 著作制作：ジャパンプロデュース

### 現在の主なスタッフ「ぶらぶらサタデー・タカトシ温水の路線バスで!」（2016年4月9日から放送）
土曜日12：00から13：30枠に復帰
- 〈編成企画〉武田誠司(フジテレビ)、　橋本英司(フジテレビ)（7月16日放送〜）、渡辺恒也(フジテレビ)
- 〈ディレクター〉坂本裕一（固定）、　森義久（2016年6月4日・7月2日・7月30日・8月27日・9月24日・10月22日・11月19日…）
- 〈AD〉中村翔
- 〈AP〉佐藤祥子、水谷まなみ
- 〈制作プロデューサー〉西村圭二
- 〈演出プロデューサー〉挾間忠行

注：スタッフは時期や放送回により多少異なる。

### 過去の主なスタッフ（時期別）
「単発時代(タカトシ&温水の沿線の旅)」　　　2008年から2012年まで放送
- 〈企画〉濱潤(フジテレビ)
- 〈AP〉荒井亜紀
- 〈ディレクター〉立石憲一郎

「ぶらぶらサタデー・タカトシ&温水の明日行ける！小さな旅」　　　2012年9月8日から放送
- 〈編成企画〉林英美(フジテレビ)
- 〈ディレクター〉立石憲一郎　坂本裕一

「ぶらぶらサタデー・タカトシ&温水の明日行ける！小さな旅」
- 〈企画〉細貝康介(フジテレビ)
- 〈スタッフ協力〉SpiceFactory
- 〈AP〉西村圭二
- 〈AD〉馬庭広明
- 〈ディレクター〉諏訪洋介　坂本裕一
- 〈制作プロデューサー〉立石憲一郎

2013年は以下の放送で「SpiceFactory」が〈スタッフ協力〉
- 「神田川から大海原へ」11月放送
- 「房総 ご当地グルメの旅」9月放送
- 「湘南の地魚・地野菜」8月放送
- 「外房・古民家に住もう」7月放送
- 「初夏の穴場 江戸の老舗 醤油の町野田」6月放送

「ぶらぶらサタデー・タカトシ&温水の明日行ける！小さな旅」
- 〈企画〉細貝康介(フジテレビ)
- 〈ディレクター〉坂本裕一　馬庭広明
- 〈制作プロデューサー〉立石憲一郎　西村圭二

「ぶらぶらサタデー・タカトシ温水の路線バスで!」　　　
- 〈編成企画〉赤池洋文(フジテレビ)
- 〈ディレクター〉坂本裕一　馬庭広明
- 〈制作プロデューサー〉西村圭二

「ぶらぶらサタデー・タカトシ温水の路線バスで!」
（チャンネル∑枠・日曜スペシャルとして月1回の放送※2回の場合もあり）枠放送　　　　2015年4月25日から放送
- 〈編成企画〉武田誠司(フジテレビ)
- 〈ディレクター〉坂本裕一　馬庭広明

2015年はチャンネル∑枠・日曜スペシャル枠の放送で「Ｂdash」スタッフが〈制作協力〉として加わる　　　　　　　　　　　
- 〈ディレクター〉岡田秀行 　児玉光生、〈AD〉中村梨那　「秋の南房総秘境隠れ屋敷」11月放送
- 〈ディレクター〉岡田秀行　 児玉光生、〈AD〉中村梨那　「コロッケとものまね旅」8月放送
- 〈ディレクター〉松田裕士 　児玉光生、〈AD〉宮原和音　「夏の白川郷合掌造りで食す飛騨牛ステーキ」7月放送

## ネット局
| 放送対象地域 | 放送局                    | 系列           | 放送日時           | 遅れ       | 脚注  |
| ------------ | ------------------------- | -------------- | ------------------ | ---------- | ----- |
| 関東広域圏   | フジテレビ（CX）          | フジテレビ系列 | 土曜 12:00 - 13:30 | 制作局     |       |
| 福島県       | 福島テレビ（FTV）         | フジテレビ系列 | 土曜 12:00 - 13:30 | 同時ネット | [ 7 ] |
| 北海道       | 北海道文化放送（uhb）     | フジテレビ系列 | 土曜 10:50 - 11:45 | 遅れネット |       |
| 岩手県       | 岩手めんこいテレビ（mit） | フジテレビ系列 | 日曜 12:30 - 14:00 | 遅れネット |       |
| 中京広域圏   | 東海テレビ（THK）         | フジテレビ系列 | 日曜 13:25 - 15:00 | 遅れネット |       |
| 広島県       | テレビ新広島（TSS）       | フジテレビ系列 | 不定期放送         | 遅れネット | [ 8 ] |
| 愛媛県       | テレビ愛媛（EBC）         | フジテレビ系列 | 不定期放送         | 遅れネット |       |
| 青森県       | 青森テレビ（ATV）         | TBS系列        | 不定期放送         | 遅れネット | [ 9 ] |

過去のネット局
- テレビ静岡（SUT、静岡県）
- 岡山放送（OHK、岡山県・香川県）[10]